# Viktor Kapitonov
Viktor Arseněvič Kapitonov (Виктор Арсеньевич Капитонов, 25. října 1933 Tver – 5. března 2005 Moskva) byl sovětský silniční cyklista a trenér.
Na olympiádě 1956 skončil v závodě jednotlivců na 32. místě, na olympiádě 1960 zvítězil po dramatickém průběhu, když jel v čele s domácím Liviem Trapè, v závěru jedenáctého kola začal spurtovat, protože myslel, že je konec, ale jelo se ještě jedno kolo. Předpokládalo se, že mu vydané síly budou v rozhodujícím momentu chybět, ale v cíli přespurtoval Itala i podruhé. V Římě získal také bronzovou olympijskou medaili v časovce družstev. Na mistrovství světa v silniční cyklistice bylo jeho nejlepším výsledkem 11. místo v závodě jednotlivců v roce 1962 a třetí místo v časovce družstev v roce 1963. Byl mistrem SSSR v závodě s hromadným startem v letech 1958 a 1959 a v etapovém závodě v roce 1956. Na Závodě míru byl členem vítězného družstva v letech 1958, 1959, 1961 a 1962, v hodnocení jednotlivců byl druhý v roce 1961 a třetí v roce 1957, v letech 1958 a 1959 se stal nejlepším vrchařem, dosáhl také čtyř etapových vítězství.
V letech 1965 až 1985 byl hlavním trenérem sovětské cyklistické reprezentace, k úspěchům jeho svěřenců patří individuální olympijské vítězství Sergeje Suchoručenkova v roce 1980 a tři zlaté medaile v časovce družstev (1972, 1976 a 1980), titul amatérského mistra světa pro Andreje Vedernikova (1981), na Závodě míru sovětští cyklisté pod jeho vedením vyhráli šestkrát soutěž jednotlivců a dvanáctkrát soutěž družstev.
Byl příslušníkem sovětské armády, v roce 1983 získal vysokoškolský titul v oboru pedagogiky, vydal vzpomínkovou knihu Stojí za to žít. Byl vyhlášen nejlepším trenérem SSSR v letech 1975 a 1976, získal titul zasloužilého mistra sportu, Leninův řád, Řád Říjnové revoluce a Řád za přátelství mezi národy.